# Ліза Роде
Ліза Роде (англ. Lisa Rohde, 12 серпня 1955) — американська академічна веслувальниця.
Срібна призерка Олімпійських Ігор 1984 року в складі парної четвірки зі стерновою.